# Retrato de Monsieur Trabuc
El Retrato de Monsieur Trabuc es un cuadro de Vincent van Gogh pintado en septiembre de 1889, durante su estancia en el asilo mental de Saint-Remy-de-Provence.

## Realización
Charles Elzéard Trabuc (1830-1896) era el jefe de vigilantes del asilo. En julio le había acompañado a Arlés para recoger unas pinturas allí olvidadas. Su mirada dura trasluce su cargo. Del retrato, van Gogh escribió a su hermano el 5 o 6 de septiembre de 1889: 

"Ayer comencé el retrato del jefe de asistentes, y tal vez lo haga también con su esposa, ya que él está casado y vive en una pequeña casa a pocos pasos del establecimiento.

Una cara muy interesante, hay un buen grabado de Legros, que representaba a un viejo grande español, si lo recuerdas, que te dará una idea del tipo. Estuvo en el hospital de Marsella durante dos periodos de cólera, en total es un hombre que ha visto una enorme cantidad de sufrimiento y muerte, y hay una especie de calma contemplativa en su rostro, por lo que no puedo evitar que me lo recuerde, de la cara de Guizot, porque hay algo de eso en su cabeza, pero diferente. (...) De todos modos lo verás si lo consigo y hago un duplicado."

Van Gogh disfrutaba con la compañía de Trabuc (o "El Mayor", como le llamaban los internos) y, de hecho, su biógrafo David Sweetman, sugiere que "Trabuc había asumido el papel de figura paterna y hombre de pueblo de Roulin, que a su vez lo había heredado del viejo Tanguy."
Sin embargo, el pintor tuvo hacia su esposa una actitud mucho menos comprensiva, como se observa en la siguiente carta enviada a su hermano: 

"He hecho un retrato del asistente y tengo un duplicado para ti (...) Le he hecho un regalo y también lo haré con su esposa si ella quiere sentarse. Es una mujer desvaída, una criatura infeliz y resignada de poca importancia, tan insignificante que tengo un gran deseo de pintar esa brizna de hierba polvorienta. A veces hablé con ella cuando hacía unos olivos detrás de su casita, y entonces me dijo que no creía que estuviera enfermo, y de hecho, dirías lo mismo si pudieras verme trabajar, mi cerebro tan claro y mis dedos tan seguros de haber dibujado esa "Pietá" de Delacroix sin tomar una sola medida."

La rápida ejecución de ambas obras es muy notable, y se encuentran entre los mejores retratos de van Gogh; Theo mismo escribió que encontró el retrato del señor Trabuc "extraordinario".

## Historia
Ninguno de los dos retratos es el original. Vincent se los regaló a los Trabuc, pero lamentablemente se acabaron perdiendo. Sin embargo, van Gogh también hizo una copia de cada uno para su hermano Theo, y estos son los que se han conservado. El Retrato de Madame Trabuc se reportó como desaparecido después de la Segunda Guerra Mundial hasta que reapareció en 1995 en el Museo del Hermitage de San Petersburgo, donde había permanecido en un depósito de alto secreto con otras obras confiscadas en Alemania por el ejército soviético.